# Csibikko Remi to meiken Kapi
A Csibikko Remi to meiken Kapi (ちびっ子レミと名犬カピ; Hepburn: Chibikko Remi to meiken Kapi, ’A kis Remi és híres kutyája, Kapi’) 1970-ben bemutatott japán animációs kalandfilm, amely Szerikava Júgo rendezésében és a Toei Animation gyártásában készült. A film Hector Malot Sans famille című regénye alapján készült. 
Japánban 1970. március 17-én mutatták be a mozikban.

## Szereplők
| Szereplő    | Japán hang           |
| ----------- | -------------------- |
| Remi        | Aszai Jukari         |
| Kapi (Capi) | Frankie Sakai        |
| Vitalis     | Misima Maszao        |
| Milligan    | Mabucsi Haruko       |
| Bilblanc    | Icsihara Ecuko       |
| Joli-Coeur  | Kuri Csiharu         |
| Pepe        | Takahasi Kazueda     |
| Beatrice    | Siraisi Fujumi       |
| James       | Naikai Kendzsi       |
| Jerome      | Tomita Jaszuo        |
| Lise        | Kacura Reiko         |
| Zerbino     | Hirai Akiko          |
| Dolce       | Csidzsimacu Szacsiko |
| Macska      | Ótake Hirosi         |

## Zene
A film zenéjét Kinosita Csúdzsi szerezte. A Remi no uta (レミのうた) című nyitódalt Fontaine Harmony, Icsihara Ecuko, Aszai Jukari és Tomotake Szeiszoku adja elő.